# Simetria CPT
La simetria CPT és un principi fonamental d'invariància o simetria de les lleis físiques que estableix que sota transformacions simultànies que involucrin la inversió de la càrrega elèctrica (de fet, la inversió de tots els nombres quàntics additius de la partícula), la paritat i el sentit del temps, les equacions d'evolució temporal d'un procés físic i les d'un procés anàleg en què:
1. Conjugació de càrrega (C). Totes les partícules se substitueixen per les seves corresponents antipartícules.
2. Inversió de paritat (P). S'inverteix la paritat espacial de procés (això té a veure amb l'intercanvi de dreta i esquerra, i amb el canvi en l'espín de les partícules).
3. Inversió temporal (T). S'inverteix el sentit del temps.

són invariants i venen descrites per les mateixes equacions i donen els mateixos resultats.

## Història
Les investigacions realitzades durant la dècada de 1950 van posar de manifest la violació de la simetria P per alguns fenòmens que impliquen camps de la força nuclear feble. Això s'afegia a les ja conegudes violacions de la simetria C. Durant un temps es va pensar que la simetria CP es conservava en tots els fenòmens físics. Més endavant es va descobrir que això no era cert, cosa que implica, assumint la invariància CPT, violacions de la simetria T també. El teorema CPT requereix la preservació de la simetria CPT en tots els fenòmens físics i assumeix la validesa de les lleis de la mecànica quàntica així com la invariància de Lorentz. En concret, el teorema CPT postula que qualsevol teoria quàntica de camps local amb invariància de Lorentz i amb hamiltonià hermític ha de tenir simetria CPT.
El teorema CPT va aparèixer per primera vegada el 1951, de manera implícita, en l'obra de Julian Schwinger per demostrar la  connexió entre l'espín i les estadístiques. El 1954, Lüders Gerhart i Wolfgang Pauli van trobar proves més explícites, cosa per la qual aquest teorema es coneix de vegades com el teorema Lüders-Pauli. Gairebé al mateix temps, i de forma independent, John Stewart de Bell també va aconseguir demostrar aquest teorema. Aquestes demostracions es basen en la validesa de la invariància de Lorentz i el principi de localitat en la interacció de camps quàntics. Posteriorment Res Jost va trobar una demostració més general dins del marc de la teoria quàntica de camps axiomàtica.